# Legione ungherese

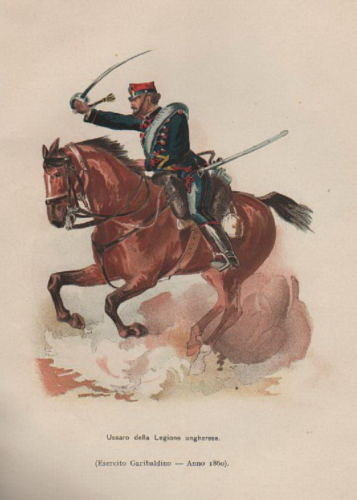
Un ussaro della legione ungherese in una stampa del XIX secolo

La legione ungherese era un'unità militare di cavalleria creata da Giuseppe Garibaldi, parte dell'esercito meridionale garibaldino, attivo tra il 1860 e il 1867.
Era così detto poiché composta da esuli e soldati magiari che avevano già combattuto al fianco delle altre formazioni garibaldine durante il periodo del Risorgimento, come Stefano Turr.

## Storia
Turr nel 1859 durante la seconda guerra d'indipendenza italiana aveva promosso la diserzione di un certo numero di soldati ungheresi dall'esercito asbugico che passarono tra i Cacciatori delle Alpi.
Costituita in Sicilia, nella città di Palermo il 16 luglio 1860, inizialmente contava 50 uomini che arrivarono a essere un folto gruppo di 500 volontari comandati dal colonnello brigadiere Nándor Éber (1825-1885) (per questo chiamati anche Brigata "Eber", che in realtà racchiuderà tutti i combattenti stranieri), corrispondente del quotidiano The Times con la cittadinanza inglese e dal tenente colonnello Lajos Tukory, che cadde a Palermo il 29 maggio 1860. Passata al comando di Turr, divenuto in quei mesi governatore di Napoli fu utilizzata per reprimere focolai di rivolta in provincia di Avellino, fino al Plebiscito. Turr fu posto in congedo nel dicembre 1861, mentre Eber aveva lasciato l'Italia nell'ottobre 1860.
Inquadrata nell'esercito sabaudo dopo l'unità d'Italia come "Legione Ausiliaria Ungherese" (1 400 uomini al comando del col. Mogyoròdy), venne impiegata per combattere il brigantaggio postunitario nella provincia di Terra di Lavoro, in particolare tra l'aprile 1861 e l'agosto 1862 e successivamente dall'ottobre 1865 al giugno 1866. Ebbe un ruolo in alcuni fatti di sangue come il massacro di Auletta e la rivolta di Montefalcione. Fu attiva sino al 1867.